# Magnolia coronata
Magnolia coronata este o specie de plante din genul Magnolia, familia Magnoliaceae, descrisă de M.Serna, C.Velásquez și Cogollo.
Este endemică în Columbia. Conform Catalogue of Life specia Magnolia coronata nu are subspecii cunoscute.